# ロジャーズ・ロコモティブ・ワークス
ロジャーズ・ロコモティブ・ワークス (Rogers Locomotive Works) は、19世紀のアメリカ合衆国ニュージャージー州パターソンにあった機関車製造会社である。

## 概要
1905年、アメリカン・ロコモティブ（アルコ）に統合されるまでの間に6000両以上の蒸気機関車を製造し、アメリカ国内の鉄道の大部分に供給された。ロジャーズは、アメリカ国内ではボールドウィン・ロコモティブ・ワークスに次ぐ、第2位の機関車メーカーであった。
ロジャーズ社は、1832年にトーマス・ロジャーズと協力者のモリス・ケッチャム、ジャスパー・グローブナーにより設立された。トーマス・ロジャーズの息子であるジェイコブ・S・ロジャーズが跡を継いで、会社をロジャーズ・ロコモティブ・アンド・マシン・ワークスに再編した後も、トーマスは彼が1856年に死去するまで社長の座にあった。ジェイコブは、1893年に引退するまで社長として経営し、その後はロバート・S・ヒューズが社長となってロジャーズ・ロコモティブ・ワークスと改称された。
1900年にロバートが死去すると、ロジャーズ・ロコモティブ・ワークスは閉鎖されたため、1901年のアルコへの統合には参加しなかったが、1905年に至ってアルコに合流している。アルコは、1913年までロジャーズ工場で機関車の生産を継続した。その後は1920年代まで倉庫として使用されたが、結局売却されている。
今日、いくつかのロジャーズ製の機関車は世界中の鉄道博物館で保存されている。また、工場施設もトーマス・ロジャーズ・ビルとして保存されており、パターソン博物館として利用されている。

## トーマス・ロジャーズの時代
ロジャーズ・ロコモティブ・ワークスの創業は、1831年である。トーマス・ロジャーズは、20年近くの間織機の設計製造をしていたが、その年の6月にゴドウィン・ロジャーズ社に売却して、一人でパターソンに新しい工場を起こし、ジェファーソン・ワークスと呼ばれた。ロジャーズが会社を主要な機関車メーカーに変えるのを手伝う2人の男に会う前に、ジェファーソンWorksは1年間織物と農業機械を製造した。
1832年に、ロジャーズはニューヨークのモリス・ケッチャムとジャスパー・グローブナーとの共同経営となり、ジェファーソン・ワークスは、ロジャーズ・ケッチャム・アンド・グローブナーと改称され、は鉄道産業へと進出した。鉄道用のバネや車軸などの小部品を製作した。
ロジャーズが組み立てた最初の機関車は、1835年にイギリスのロバート・スティーブンソン社によって造られたものであった。この機関車は、パターソン・アンド・ハドソンリバー鉄道のマクニールであった。ロジャーズが完全自社製の機関車を製造するのは、その2年後のことであった。1837年、マッドリバー・アンド・レイク・エリー鉄道に納入された2両である。1号機関車は、"Sandusky"と名付けられた。そして、それはアレガニー山脈を横断する最初の機関車とオハイオ州で運行された最初の機関車になった。
トーマス・ロジャーズによって設計された"Sandusky"は、それまで機関車と異なる特徴を持ち、鋳鉄動輪を使用した最初の機関車であった。そして、車輪には駆動ロッドと車輪の重さに起因する重量を相殺するための釣合錘が取り付けられていた。駆動輪は木のスポークを持つものであった。
ロジャーズは、機関車製造会社として完全に独り立ちしたものではなかった。1837年には、最初の機関車製造に加えて、ボールドウィンやノリスなど他の機関車製造会社の注文に応じて、機関車のタイヤを製造していたが、本格的に機関車製造に取り組み始めると、これらの注文には応じられなくなっていった。
ウィリアム・スウィンバーンは、1845年に機関車製造会社であるスウィンバーン・スミスを設立するまでの間、ロジャーズ自身の工場で、店主任として働いた。スウィンバーンがロジャーズのもとを去ったあと、ジョン・クックもロジャーズ工場で働いた。スウィンバーンのように、クックは後にダンフォース・クック社で機関車を作り続けた。ロジャーズに所属したもう一人のエンジニアは、ゼラー・コールバーンであった。彼は、有名な機関車エンジニアであり、後に編集者・出版者となった。
ロジャーズの機関車は、初期のものからアメリカの鉄道において能力がある機関車とみなされた。1839年に製造された車輪配置4-2-0のアンクルサム（製造番号11、ニュージャージー鉄道運輸社）は、1マイルあたり26フィート（200分の1）の勾配上で、24両編成の列車を24.5mph（39km/h）で牽引することができると宣伝された。
1846年に、ロジャーズはアメリカ合衆国最大の6輪機関車（4-2-0）と呼ばれることとなった"Licking"（製造番号92）を、マンスフィールド・アンド・サンダスキー鉄道用に製造した。蒸気圧が平方インチ当たり110ポンド（760キロパスカル）の蒸気を発生させて、1マイルにつき16フィート（1000分の3）の勾配上で、380小トン（345トン）の列車を牽くことができた。
1868年11月に、ロジャーズは5両の石炭焚きの車輪配置4-4-0形蒸気機関車（No.116 - 120）をユニオン・パシフィック鉄道に納入した。
そして、それがユタ州のプロモントリーで執り行われた、最初の大陸横断鉄道の完成を祝う式典（ゴールデン・スパイク）に使用され、No.119が1869年5月10日にワイオミング州西部ととユタ州を結ぶ、ユニオン・パシフィック鉄道の貨物列車牽引用に使用された。同機は1880年代初期に作り直されて、1885年にNo.343として再就役した。No.119は、1903年4月に解体されたが、実物大のレプリカが1979年に製作され、現在はゴールデン・スパイク・ナショナル・ヒストリック・サイトで展示されている。
ロジャーズ工場製のもっとも有名な機関車は、1855年12月に製造された車輪配置4-4-0形機関車（製造番号631）"General"である。この機関車は現在、ジョージア州のケネソーの南北戦争と機関車の歴史博物館で展示されている。
ロジャーズの機関車は、力が強いばかりでなく、その耐久性の高さでも高い評価を得ていた。イリノイ・セントラル鉄道に納入された車輪配置4-4-0形No.23（製造番号449）は、1853年12月に就役したと推定されているが、その後の30年に100万マイル（160万km）を走行した。

## 再編成と凋落
トーマス・ロジャーズが1856年に死去すると、ロジャーズ・ロコモティブ・アンド・マシン・ワークスとして、投資家として残っていたケッチャム、グローブナーと、トーマスのの息子、ジェイコブ・S・ロジャーズはRK&Gを再編成した。
ロジャーズは、20年の間、機関車と織物機械を製造してきたが、ニュージャージー鉄道輸送のために1863年に最初の車輪配置2-6-0形機関車（しばしば、アメリカ合衆国で造られた最初の2-6-0と呼ばれる）を製造した。
1870年代中頃には、ロジャーズは織物機械の製造を中止し、機関車製造だけに集中するようになった。19世紀中頃のロジャーズの顧客は、機関車を購入し続け、ルイビル・アンド・ナッシュビル鉄道（L&N）は、ロジャーズが1879年に機関車を無料で贈与するなど、多くの機関車をロジャーズから購入した。
1887年、ルベン・ウェルズが工場長に就任した。ジェイコブ・ロジャーズは、1893年に70代後半で社長を辞任するまで、ウェルズに対するますます多くの責務を与えた。60年以上後に、ロジャーズ会社は、ロジャーズ家のものではなくなり、ジェイコブ・ロジャーズは、会社の主要な投資家のままであったものの、ロジャーズ・ロコモティブ社として、新任の社長（ロバート・S・ヒューズ）の下で再編成された。ヒューズは、1900年に死去するまで会社を運営した。その1年後、ジェイコブ・ロジャーズは、工場を閉鎖した。
ジェイコブ・ロジャーズが死去し、アメリカン・ロコモティブ社（ALCO）が8つの機関車メーカーの合併により成立した1901年、工場はロジャーズ・ロコモティブ・ワークスとして再開された。
ルベン・ウェルズは再び工場長を務めたが、競争は不利な状況に陥った。十分な設備投資が新しい機械や研究開発においてなされず、アルコとボールドウィン（当時、北アメリカで最も大きな機関車メーカーであった2社）は、あまりにも大きなシェアを占めており、ロジャーズが追随できないほどの大きなリードをつけていた。さらには、工場のあるパターソンの都市化にともなって、工場を拡大する余地がなくなっていたことも、悩みであった。

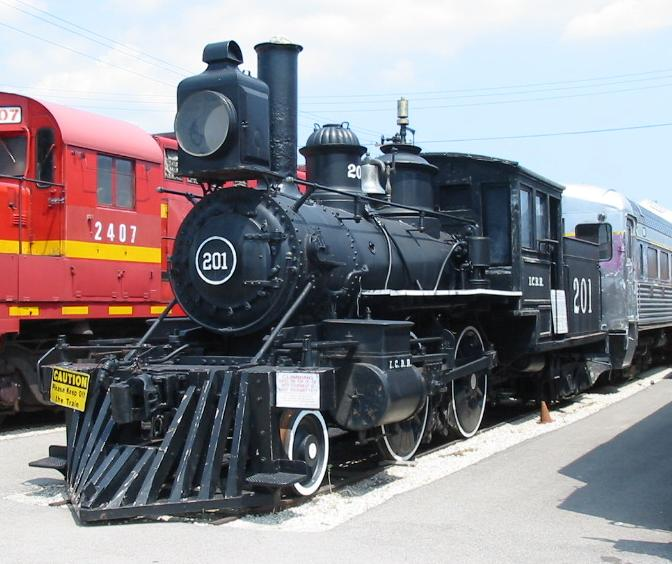
イリノイ・セントラル鉄道201

## アルコへの統合
技術開発力や競争力の低下に直面し、ロジャーズ・ロコモティブ・ワークスは、1905年にアルコへ事業を譲渡した。ロジャーズが最後に製造した機関車は、同年2月にW. R.グレイス社向けに製造された車輪配置0-6-0のテンダ機関車で、製造番号は6271であった。
アルコは、ロジャーズ工場で1913年まで機関車の製造を続けた。これらの施設は1920年代に倉庫に転用されたが、結局資産の全てを売却することとなった。ロジャースが最初に建設した工場はオフィスに変わり、1992年まで使用されていた。その建物は、「トーマス・ロジャーズ・ビル」と改称され、現在はパターソンの産業遺産を展示するパターソン博物館の本館となっている。同館には、パナマ運河の建設に使用された、車輪配置2-6-0形機関車のレプリカが展示されているが、それはロジャーズではなく、アルコ・クック製である。

## 保存車
アルコに統合される前にロジャーズによって製造された機関車で、保存されたものを次に製造番号順に示す。保存場所は特記のない限り、アメリカ合衆国にある。
| 製造番号 | 車輪配置 （ホワイト式） | 製造年月   | 所属鉄道                                                                            | 保存場所 |
| -------- | ----------------------- | ---------- | ----------------------------------------------------------------------------------- | --- |
|          | 4-2-2                   | 1843年     | Matanza Railroad #1 La Junta                                                        | Christina Station, Havana, Cuba |
| 631      | 4-4-0                   | 1855年12月 | Western and Atlantic Railroad #3 General                                            | Southern Museum of Civil War and Locomotive History (website), Kennesaw, Georgia                                                             |
| 812      | 4-4-0                   | 1858年1月  | Atlantic and Gulf Railroad #3                                                       | Henry Ford Museum (website), Dearborn, Michigan                                                                                              |
| 2454     | 2-4-2                   | 1877年7月  | New Zealand Railways K #88                                                          | Plains Vintage Railway (website), Ashburton, New Zealand                                                                                     |
| 2468     | 2-4-2                   | 1878年3月  | New Zealand Railways K #92                                                          | Waimea Plains Rwy Trust Board, Gore, New Zealand (currently in operation by Oamaru Steam and Rail Restoration Society, Oamaru, Sth. Is., NZ) |
| 2470     | 2-4-2                   | 1878年3月  | New Zealand Railways K #94                                                          | Plains Railway, Ashburton, New Zealand |
| 2588     | 2-4-4T                  | 1880年5月  | Illinois Central Railroad #201                                                      | Illinois Railway Museum (website), Union, Illinois                                                                                           |
| 3332     | 4-4-0                   | 1883年8月  | Canadian Pacific Railway #136                                                       | South Simcoe Railway (website), Tottenham, Ontario, Canada                                                                                   |
| 4493     | 4-6-0                   | 1891年3月  | Prescott and Arizona Central Railway #3, Sierra Railroad #3                         | Currently owned by the State of California, operated at Sierra Railroad (website), Jamestown, California; undergoing restoration for service |
| 4788     | 4-6-0                   | 1892年11月 | Burlington and Missouri Railroad #309, Chicago, Burlington and Quincy Railroad #637 | Illinois Railway Museum, Union, Illinois |
| 5425     | 0-6-0                   | 1899年9月  | St. Paul and Duluth Railroad #74, Northern Pacific #924                             | Northwest Railway Museum (website), Snoqualmie, Washington                                                                                   |
| 5609     | 4-6-0                   | 1900年8月  | Mobile and Ohio Railroad #187, Columbus and Greenville Railway #178                 | Propst Park, Columbus, Mississippi |
| 5796     | 2-8-0                   | 1902年8月  | Great Northern Railway #1147                                                        | North Central Washington Museum, Wenatchee, Washington                                                                                       |
| 6178     | 2-8-0                   | 1904年6月  | Illinois Central Railroad #764                                                      | National Museum of Transportation (website), Kirkwood, Missouri                                                                              |
| 6256     | 4-6-2                   | 1905年1月  | Louisville and Nashville Railroad #152                                              | Kentucky Railway Museum (website), New Haven, Kentucky                                                                                       |
| 6259     | 0-6-0                   | 1905年1月  | Atlanta and West Point Railroad #4, Western Railway of Alabama #104                 | Georgia RR Depot, Conyers, Georgia |